# Julia Ballario
Julia Ballario (Marcos Juárez, Córdoba; 20 de enero de 1992) es una piloto argentina de automovilismo. Desarrolló su carrera deportiva iniciándose en karts, para luego pasar a competir en monoplazas, dentro de la categoría nacional Fórmula Renault Plus, donde debutó en el año 2007. Tras cuatro años de competir en esta categoría, en el año 2011 tuvo su primer contacto con un automóvil de turismo, al competir en la categoría TC Pista Mouras, categoría en la que debutó en la última fecha de la Etapa Regular, corriendo durante las cinco últimas competencias de la temporada al comando de un Chevrolet Chevy. Al mismo tiempo, florecería otra oportunidad de competir, al ser convocada para correr en la Clase 2 del Turismo Nacional a bordo de un Renault Clio.
Su constante evolución en el manejo de automóviles de competición le valieron la posibilidad de ser convocada en el año 2012 para competir en la segunda división del Turismo Competición 2000, convirtiéndose de esa forma en la segunda mujer en participar de dicha categoría, luego de la participación que tuviera la piloto y modelo Delfina Frers entre 1997 y 2000. Para esta oportunidad, Ballario fue fichada por la escudería HRC Pro Team, que le confiara una unidad Peugeot 307 Hatchback. Durante su participación en esta categoría, alcanzó a subir al podio en una oportunidad, culminando el año en quinta posición. Asimismo, este mismo año incursionó en el automovilismo de los Estados Unidos, donde desarrolló una serie de pruebas en la categoría Star Mazda.
En 2013, fue fichada por el equipo Schick Racing del TRV6, donde participó en 7 competencias al comando de un Ford Mondeo III. Tras esta participación, en esta misma temporada retornó a la Pro Mazda Championship estadounidense, donde fue confirmada en el equipo Juncos Racing para las 4 últimas fechas de esta temporada y para toda la temporada 2014.
En 2015 retornó a su país debutando en la divisional Top Race Series, en la cual se convirtió en la primera mujer en la historia, en obtener el triunfo en una competencia final, el 15 de mayo de 2016. Al mismo tiempo, en 2015 regresó al TC 2000 compitiendo al comando de un Volkswagen Vento II del equipo de Rubén Salerno.
Tras su actuación en el año 2016, en 2017 retornó al Top Race V6 donde fue convocada por el equipo GT Racing de Gustavo Tadei, para competir al comando de un Chevrolet Cruze I. Sin embargo, tras 6 fechas corridas anunció su retiro de la actividad alegando razones presupuestarias.

## Carrera deportiva

### Comienzos
Julia se inició en el automovilismo a los siete años, cuando sus padres le permitieron correr carreras de karting. Más tarde, a sus quince, comenzó su etapa en la Fórmula Renault Plus, en la que participó hasta el año 2011.[cita requerida]

### 2011
En 2011 se dio su debut en competencias de automóviles de turismo. En junio comenzó esta nueva etapa a bordo de un Renault Clio del equipo 3.17 en la Clase 2 de Turismo Nacional. Pocos meses después, se sumó también a la categoría TC Pista Mouras, con un Chevrolet Chevy del equipo Canapino Sport.

### 2012
En 2012 es contratada por la escudería HRC Pro Team de TC 2000 siendo la segunda mujer en competir en dicha categoría del automovilismo argentino.
Debutó en el Circuito Callejero de Buenos Aires, en la primera fecha del campeonato, y consiguió su primer podio en el Autódromo Martín Miguel de Güemes de Salta en la jornada 11, convirtiéndose en la primera mujer en alcanzar ese logro. Anteriormente a este logro, Ballario fue convocada entre los días 10 y 11 de octubre por el equipo Juncos Racing, para probar en los Estados Unidos un monoplaza de la categoría Fórmula Star-Mazda, teniendo una rápida adaptación al monoplaza de carreras.
Ballario concluyó el campeonato 2012 de TC 2000 en el quinto puesto, a pesar de no haber participado de la fecha en el Circuito Callejero de Santa Fe y no haber largado en las finales de Mendoza y Rosario.

## Resumen de carrera
| Temporada | Categoría                       | Equipo                          | Carreras | Victorias | Poles | VR  | Podios | Puntos | Pos. |
| --------- | ------------------------------- | ------------------------------- | -------- | --------- | ----- | --- | ------ | ------ | ---- |
| 2007      | Fórmula Renault Plus            | s/d                             | s/d      | s/d       | s/d   | s/d | s/d    | s/d    | s/d  |
| 2008      | Fórmula Renault Plus            | s/d                             | s/d      | s/d       | s/d   | s/d | s/d    | s/d    | s/d  |
| 2009      | Fórmula Renault Plus            | s/d                             | s/d      | s/d       | s/d   | s/d | s/d    | s/d    | s/d  |
| 2010      | Fórmula Renault Plus            | s/d                             | s/d      | s/d       | s/d   | s/d | s/d    | s/d    | s/d  |
| 2011      | TC Pista Mouras                 | Canapino Sport                  | 3        | 0         | 0     | 0   | 0      | 12,5   | 40.º |
| 2011      | Turismo Nacional - Clase 2      | s/d                             | 4        | 0         | 0     | 0   | 0      | 2      | 55.º |
| 2011      | Fórmula Renault Plus            | Baypel Scudería                 | 6        | 0         | 0     | 0   | 0      | 52     | 13.º |
| 2012      | TC 2000                         | HRC Pro Team                    | 9        | 0         | 0     | 0   | 1      | 94     | 5.º  |
| 2013      | Fórmula Junior 1.6 Santafesina  | Della Santina Competición       | 1        | 0         | 0     | 0   | 0      | 13,5   | 24.º |
| 2013      | Pro Mazda                       | Juncos Racing                   | 4        | 0         | 0     | 0   | 0      | -      | NC   |
| 2013      | Top Race V6                     | Schick Racing                   | 5        | 0         | 0     | 0   | 0      | -      | NC   |
| 2014      | Pro Mazda Winterfest            | Juncos Racing                   | 4        | 0         | 0     | 0   | 0      | 35     | 11.º |
| 2014      | Pro Mazda                       | Juncos Racing                   | 14       | 0         | 0     | 0   | 0      | 152    | 11.º |
| 2015      | Top Race NOA                    | SDE Competición                 | 1        | 0         | 0     | 0   | 0      | -      | NC   |
| 2015      | Top Race Series                 | SDE Competición Azar Motorsport | 15       | 0         | 0     | 0   | 3      | 134    | 13.º |
| 2015      | Top Race Series - Copa de Damas | SDE Competición Azar Motorsport | 15       | 6         | 0     | 0   | 13     | 134    | 2.º  |
| 2015      | TC 2000                         | Escudería FE                    | 2        | 0         | 0     | 0   | 0      | -      | NC   |
| 2016      | Top Race Series                 | 3M Racing                       | 12       | 2         | 1     | 1   | 2      | 76     | 8.º  |
| 2016      | Top Race Series - Copa de Damas | 3M Racing                       | 12       | s/d       | s/d   | s/d | s/d    | 76     | 1.º  |
| 2017      | Top Race V6                     | GT Racing                       | 7        | 0         | 0     | 0   | 0      | 1      | 26.º |
| 2018      | Turismo Carretera               | Alifraco Sport                  | 1        | 0         | 0     | 0   | 0      | -      | -    |
| 2018      | TC Pista Mouras                 | Alifraco Sport                  | 1        | 0         | 0     | 0   | 0      | 48     | 32.º |
| 2018      | Top Race Series                 | Escudería FP                    | 5        | 0         | 0     | 0   | 0      | -      | NC   |
| 2019      | Top Race Series                 | Motorola DM Team                | 2        | 0         | 0     | 0   | 0      | -      | NC   |
| Fuente:   |                                 |                                 |          |           |       |     |        |        |      |

## Resultados

### TC 2000
| Año  | Equipo       | Auto                | 1   | 2   | 3   | 4   | 5   | 6   | 7   | 8   | 9   | 10   | 11   | 12  | 13  | 14  | 15    | 16    | 17 | 18 | 19 | 20 | 21  | 22  | Res. | Puntos |
| ---- | ------------ | ------------------- | --- | --- | --- | --- | --- | --- | --- | --- | --- | ---- | ---- | --- | --- | --- | ----- | ----- | -- | -- | -- | -- | --- | --- | ---- | ------ |
| 2012 |              |                     | ROS | SJU | GR  | OBE | RAF | SMM | RC  | SFE | SAL | PDF  |      |     |     |     |       |       |    |    |    |    |     |     | 5.º  | 94     |
| 2012 | HRC Pro Team | Peugeot 307         | Ret | 4   | 10† | 6   | 4   | NL  | 6   |     | 3   | 6    |      |     |     |     |       |       |    |    |    |    |     |     | 5.º  | 94     |
| 2015 |              |                     | AG  | AG  | CON | CON | BA  | BA  | MER | JUN | JUN | LP I | LP I | NDJ | RAF | RAF | LP II | LP II | SL | SL | RC | RC | CDU | CDU | -    | 0      |
| 2015 | Escudería FE | Volkswagen Vento II |     |     |     |     | 14  | 17  |     |     |     |      |      |     |     |     |       |       |    |    |    |    |     |     | -    | 0      |

### Pro Mazda Championship
(Clave) (negrita indica pole position) (cursiva indica vuelta rápida)

| Año  | Escudería     | 1      | 2     | 3      | 4      | 5      | 6     | 7      | 8     | 9      | 10     | 11     | 12     | 13     | 14    | 15  | 16  | Pos. | Puntos |
| ---- | ------------- | ------ | ----- | ------ | ------ | ------ | ----- | ------ | ----- | ------ | ------ | ------ | ------ | ------ | ----- | --- | --- | ---- | ------ |
| 2013 | Juncos Racing | AUS    | AUS   | STP    | STP    | IND    | IOW   | TOR    | TOR   | MOS    | MOS    | MOH 9  | MOH 11 | TRO 9  | TRO 7 | HOU | HOU | NC   | 0      |
| 2014 | Juncos Racing | STP 11 | STP 7 | BAR 20 | BAR 14 | IMS 10 | IMS 7 | LOR 12 | HOU 4 | HOU 10 | MOH 15 | MOH 11 | MIL 6  | SON 10 | SON 8 |     |     | 11.º | 152    |

### Top Race
| Temporada | Categoría       | Equipo              | Automóvil               | Posición             |
| --------- | --------------- | ------------------- | ----------------------- | -------------------- |
| 2013      | Top Race V6     | Schick Racing       | Ford Mondeo III         | 30.ª (0.00 puntos)   |
| 2015      | Top Race Series | SDE Competición     | Chevrolet Cruze Series  | 13.ª (134.00 puntos) |
| 2015      | Top Race Series | Azar Motorsport     | Chevrolet Cruze Series  | 13.ª (134.00 puntos) |
| 2015      | Top Race NOA    | SDE Competición     | Ford Mondeo NOA         | 37.ª (0.00 puntos)   |
| 2016      | Top Race Series | ABH Sport 3M Racing | Mercedes CLA Series     | 8.ª (76.00 puntos)   |
| 2017      | Top Race V6     | GT Racing           | Chevrolet Cruze I       | 24.ª (1.00 punto)    |
| 2018      | Top Race Series | Escudería FP        | Volkswagen Vento Series | En disputa           |